# 린지 (1995년)
린지(1995년 11월 16일 ~ )는 대한민국의 가수다. 2019년 디지털 싱글 앨범 [괜찮아]로 데뷔했다.

## 방송
- 슈퍼밴드2 (2021) - 4위

## 음반
- 괜찮아 (2019)
- WISH ME A GOOD DAY (2019)
- 슈퍼밴드2 - Episode.3, 4 (2021)
- 슈퍼밴드2 - Episode.7 (2021)
- 슈퍼밴드2 - Episode.8 (2021)
- 슈퍼밴드2 - Episode.11 (2021)

### 더 픽스
- 슈퍼밴드2 - Episode.13 (2021)
- 슈퍼밴드2 - Episode.14 (2021)

## 공연
- 뮤즈온 2019 파이널 콘서트 (2019)
- 플라네타리움 레코드 크리스마스 콘서트 ‘PLT CHRISTMAS PARTY’ (2019)
- 노들섬 2주년 기획공연 'The Wonder Weeks - ＃3rd week : 함께 해야 알 수 있는' (2021)